# Legowelt
Danny Wolfers ist ein niederländischer Musiker, der überwiegend unter dem Pseudonym Legowelt bekannt geworden ist.

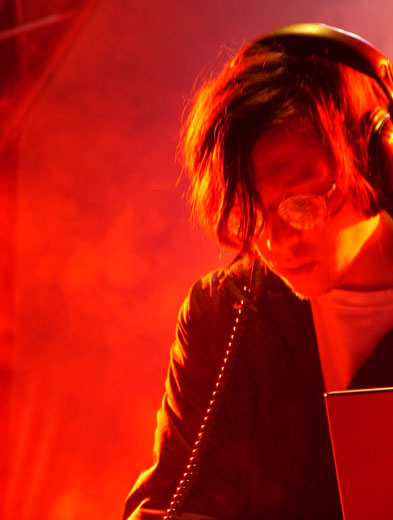
Danny Wolfers aka Legowelt, 2006

## Stil
Legowelt ist DJ und Musikproduzent elektronischer Musik, deren Stil er selbst als hybride Form von Slam Jack The Hague Electronix kombiniert mit Deep Chicago Trax, Obscure & Romantic Ghetto Technofunk und EuroHorror Soundtrack beschreibt.
Seine Vorliebe für ältere und klassische Synthesizer hört man in verschiedenen Stücken. Diese Instrumente besitzen im Bezug auf den teilweise ungewöhnlich rauen, warmen oder altmodischen Sound ihre eigene, unverwechselbare Klangcharakteristik.

## Person
Legowelt begann in den frühen 1990er-Jahren  Musik zu produzieren. Zu dieser Zeit kam er in Kontakt mit Detroits Underground Resistance, zu der unter anderem auch sein – nach eigenen Angaben – Lieblingsproduzent aller Zeiten, Blake Baxter, gehört. Weiterhin nahmen die Chicagoer Musiker Farley Jackmaster Funk, Armando Gallop und Mr. Fingers, später dann unter anderem M-ziq, Aphex Twin und Drexciya Einfluss auf ihn und seine Musik.
Den größten Einfluss jedoch hatte die Band Unit Moebius. Denn die Erkenntnis, dass sie aus seiner Heimatstadt Den Haag kamen, führte ihn zu der Plattenfirma Bunker Records.
Dort traf er auf musikalisch Gleichgesinnte und veröffentlichte schließlich mit Pimpshifter (1998) seine erste Platte, die mit Hits wie Sturmvogel und Total Pussy Control ein Erfolg wurde.
Die folgende EP Wirtschaftswunder zählt auch zu seinen besten Werken.
2002 wählten die Leser der deutschen Musikzeitschrift Groove Legowelts Single Disco Rout zum Lied des Jahres, was ihm allgemeine Anerkennung verschaffte.
Teilweise veröffentlicht er seine Platten unter folgenden Pseudonymen: Alchemulator, Calimex Mental Implant Corp., Clendon Toblerone, Commanchee's Revenge, Danny Wolfers, Dickie Smabers & The Moerwijk Crew, Florenza Mavelli, Franz Falckenhaus, Gladio, House Of Jezebel, Jackmaster Corky, Klaus Weltman, Lords Of Midnite, Nacho Patrol, Nomad Ninja, Occult Orientated Crime, Phalangius, Polarius, Ray Escortienda, Rising Sun Systems, Saab Knutson, Salamandos, Sammy Osmo, Satomi Taniyama, Seaside Houz Boyz, Smackos, Star Shepherd, Squadra Blanco, The Psychic Stewardess, Twilight Moose, Venom 18, Westside Box Savants.
Zudem gibt es gemeinsame Projekte mit anderen Künstlern, unter anderem Catnip (mit Luke Eargoggle), The Chicago Shags (mit Orgue Electronique), Star Shepherd (mit Baglover) sowie als Trackman Lafonte & Bonquiqui (mit Sheela Rahman alias XOSAR).
Neben seiner Arbeit als Produzent ist Legowelt viel als DJ unterwegs. Es begleiten ihn dabei oft Luke Eargoogle und Musiker von Bunker Records.

## Werke
Veröffentlichungen als Legowelt:
- Reports From The Backseat Pimp
- Pimpshifter
- Wirtschaftswunder
- Disco Rout
- Starcruiser
- Klaus Kinski EP
- Tracks From The Tube
- Classics 1998–2003: A Selection Of Tracks From The Bunker Archive
- Reports From The Backseat Pimp
- Tower Of The Gipsies
- Under The Panda Moon
- Dark Days
- Beyond The Congo
- The Paranormal Soul
- Crystal Cult 2080
- Dark Days 2
- The Rise And Fall Of Manuel Noriega

als Macho Cat Garage:
- Freedom for the Macho Cat
- The Muffler Strut

als Polarius:
- Jams In The Key Of Smack
- Journey To A Land
- Jams From The Funk Dump
- Talking Smack
- Winter In Polarius

als Raheem Hershel:
- Gotta Have The Pokey

als Squadra Blanco:
- Night Of The Illuminati

als Gladio:
- Slave Of Rome
- Hadrian's Wall EP

als Smackos:
- The Age Of Candy Candy
- Waiting For The Red Bear
- Computer Day
- Pacific Northwest Sasquatch Research
- A Vampire Goes West

als Klaus Weltman
- Cultus Island

als Franz Falckenhaus
- Stories From My Cold War

als The Chicago Shags (Legowelt und Orgue Electronique):
- Wir Leben In Pussywelt

als Legowelt vs. Orgue Electronique
- Derrick In Nord Korea
- Arpy My Modular Friend

als Catnip (Legowelt und Luke Eargoggle):
- Word To The Bird (Stilleben012)
- Romance Is The Panter (Stilleben014)
- Don't Exercise The Bird (KNTR1201)
- Catacombus (Stilleben021)

als Trackman Lafonte & Bonquiqui
- Pacific House (LIES013)
- Trackman Lafonte & Bonquiqui EP (Crème 12-56)